# Adrian Foley, 8. Baron Foley
Adrian Gerald Foley, 8. Baron Foley (* 9. August 1923 in London; † 12. Februar 2012 in Kidderminster, Worcestershire, England) war ein britischer Peer, Filmkomponist und Pianist.

## Leben

### Familie und Ausbildung
Foley war der einzige Sohn des Gerald Henry Foley, 7. Baron Foley (1898–1927), aus dessen Ehe mit Minoru Barrie († 1968). Sein Vater hatte im Ersten Weltkrieg als Pilot beim Royal Flying Corps gedient und starb im Alter von 29 Jahren an Meningitis. Seine Mutter stammte aus Johannesburg und war die Tochter des südafrikanischen Minenbesitzers Harry Greenstone und galt als exzentrisch. Adrian Foley erbte somit nach dem Tod seines Vaters am 3. April 1927 im Alter von drei Jahren den Titel eines Baron Foley, of Kidderminster in the County of Worcester.
Er wurde von Privatlehrern erzogen und lernte bereits ab dem Alter von fünf Jahren Russisch und Klavier unter der Aufsicht der russischen Fürstin Magaloff, der Mutter der russischen Pianisten Nikita Magaloff. Mit seiner Mutter übernahm er ausgedehnte Reisen nach Südafrika; dort waren Mutter und Sohn regelmäßige Gäste des Premierministers Jan Smuts. 

### Tätigkeit als Komponist und Pianist
1940 komponierte Foley seinen ersten Song, London I Cannot Leave You, der von den deutschen Luftangriffen auf London inspiriert war. Zu seinen weiteren erfolgreichen Songs gehörten Let Your Smile Say Goodbye (interpretiert von Anne Shelton), One Night in Old Seville, Love Me and How Late is Too Late? aus dem Film Bond Street (1948) und How Could I Know?, geschrieben für den Film Piccadilly Incident (1946). 
Häufig begleitete er als Pianist die Sängerin Gracie Fields. Während des Zweiten Weltkriegs moderierte er eine Musiksendung im Rundfunk, An Hour with Adrian Foley. In den 1950er Jahren war er als Pianist bei Radio Luxemburg zu hören. 
Foley machte mehrere Schallplattenaufnahmen (Langspielplatten und 45'-Schallplatten); er spielte auf dem Klavier Songs von Irving Berlin, George Gershwin, Cole Porter und Rodgers und Hammerstein. Ein Album, mit einem Photo Foleys im zeremoniellen Ornat, wurde in den Vereinigten Staaten unter dem Titel Lord Adrian Foley at the Piano veröffentlicht. 
1958 trat er als am Broadway in New York City als Schauspieler und Pianist auf. In einer Bühnenfassung des Romans Jane Eyre übernahm er die Rolle des Lord Ingram und spielte (hinter der Szene) auch die Klavierbegleitung.

## Mitgliedschaft im House of Lords
Mit seiner Volljährigkeit im Alter von 21 Jahren konnte Foley den mit seinem Adelstitel verbundenen Sitz im House of Lords einnehmen. Seine Antrittsrede hielt er am 26. Juni 1946. Er war kurzzeitig Mitglied der Labour Party. Im Hansard sind Wortbeiträge Foleys aus den Jahren von 1946 bis 1993 dokumentiert. Im Juli 1993 meldete er sich im House of Lords zuletzt zu Wort. Seine Mitgliedschaft im House of Lords endete im November 1999 durch den House of Lords Act 1999. 

## Privates
Foley war insgesamt dreimal verheiratet. Im Dezember 1958 heiratete er, nach einer stürmischen Romanze, in Las Vegas die aus Kalifornien stammende Society-Schönheit Patricia Zoellner, geschiedene Ex-Gattin des Minor de Uribe Meek; diese hatte er während seiner Proben am Broadway kennengelernt. Trauzeuge war der Schauspieler Michael Wilding. Aus der Ehe gingen zwei Kinder hervor: ein Sohn, Thomas Henry Foley, 9. Baron Foley (* 1961), und eine Tochter, Hon. Alexandra Mary Foley (* 1960). Die Ehe wurde 1971 geschieden.
1972 heiratete Foley in zweiter Ehe Ghislaine Dresselhuys († 2000), geschiedene Ex-Gattin des Denis Alexander, 6. Earl of Caledon und des Henry Cubitt, 4. Baron Ashcombe. Das Paar lebte in Nassau, später in Rom und schließlich in Marbella. Dort verbrachte Foley auch seinen Lebensabend. Er war in Marbella Logenmeister von zwei Freimaurerlogen; außerdem war er President der Conservative Association an der Costa del Sol. Zu seinen sportlichen Hobbys gehörten Tischtennis, Billard und Snooker.
In Marbella führte Foley ein aufwendiges Gesellschaftsleben. Zu seinen Gästen in seinem Haus in Marbella gehörten in den 1970er Jahren unter anderem Sean Connery, Arthur Rubinstein und Liza Minnelli. Von Foley selbst am Klavier begleitet, trat dort auch die Sängerin und Entertainerin Shirley Bassey im privaten Kreis auf.  
Im Dezember 2003 heiratete er, im Alter von 81 Jahren, in dritter Ehe Hannah Anne Wolfson († 2015), Witwe des Jack Steinberg.
Foley starb am 12. Februar 2012 im Alter von 88 Jahren, woraufhin sein Sohn Thomas seinen Adelstitel erbte.